# Margrethe Bergane
Margrethe Bergane (24 giugno 2001) è una fondista norvegese.

## Biografia
Margrethe Bergane, attiva dal gennaio del 2018, ai Mondiali juniores di Lahti/Vuokatti 2021 ha vinto la medaglia d'oro nella 15 km e quella di bronzo nella 5 km e nella staffetta; in Coppa del Mondo ha esordito il 27 febbraio 2022 a Lahti in una 10 km (40ª) e ha ottenuto il primo podio il 27 gennaio 2024 a Goms in staffetta mista 4x5 km (3ª). Non ha preso parte a rassegne olimpiche o iridate.

## Palmarès

### Mondiali juniores
- 3 medaglie:
  - 1 oro (15 km a Lahti/Vuokatti 2021)
  - 2 bronzo (5 km, staffetta a Lahti/Vuokatti 2021)

### Coppa del Mondo
- Miglior piazzamento in classifica generale: 26ª nel 2024
- 1 podio (a squadre):
  - 1 terzo posto